# نواه غالواي
نواه غالواي (بالإنجليزية: Noah Galloway)‏ هو متحدث تحفيزي وعارض أمريكي، ولد في 28 أكتوبر 1981 في برمنغهام في الولايات المتحدة.

## وصلات خارجية
- نواه غالواي على موقع IMDb (الإنجليزية)